# Uomo/La mente torna
Uomo/La mente torna è il 108° singolo di Mina, pubblicato a ottobre del 1971 su vinile a 45 giri dall'etichetta privata dell'artista PDU e distribuito dalla EMI Italiana.

## Descrizione
Sebbene contenga un brano firmato Battisti - Mogol, non ottiene lo stesso successo dei singoli precedenti. Per questo motivo nessuna delle due canzoni arriverà nelle zone alte della classifica, né l'artista le inserirà in album ufficiali.
Entrambi i brani sono stati inseriti nelle raccolte Del mio meglio n. 2 (1973) e Minantologia (1997).
Esistono anche tradotti e cantati da Mina in spagnolo, inizialmente inseriti nell'album destinato al solo mercato latino Amor mio (Mina canta en Español) (Odeon J 062-93.778, 1972) e poi sul CD Yo soy Mina (2011).
- Yo qué puedo hacer (Uomo) ha un testo di Julio Cèsar
- La mente cambia (La mente torna) ha un testo di A. Belgrano.

Nel 2018 il brano La mente torna viene inserito anche nella raccolta Paradiso (Lucio Battisti Songbook) sia nella versione italiana che in quella spagnola (La mente cambia).

## Uomo
Riferendosi strettamente alla numerazione di catalogo, il lato A del disco avrebbe dovuto essere La mente torna; mentre la scelta ufficiale del brano principale è ricaduta su questo titolo, fatto mai accettato da Battisti. Cui va aggiunto che si tratta di un brano che appare meno ispirato tra quelli prodotti dal duo Albertelli-Riccardi per la cantante.
Arrangiamento e direzione d'orchestra: Natale Massara.
Mina, che canta il pezzo in diretta nella trasmissione Teatro 10 (terza puntata, 25 marzo 1972), è visibile sul DVD Gli Anni Rai 1968-1972 Vol. 2, che fa parte di un cofanetto monografico in 10 volumi pubblicato da Rai Trade e GSU nel 2008.

## La mente torna
Arrangiamento e direzione d'orchestra: Gian Piero Reverberi

Dell'esibizione in diretta durante quinta puntata di Teatro 10 (trasmessa l'8 aprile 1972), il video è contenuto nel DVD Gli Anni Rai 1972-1978 Vol. 1 del già citato cofanetto, mentre la sola traccia audio è presente nel CD della confezione I miei preferiti (Gli anni RAI) (2014).

## Tracce
Lato A
1. Uomo – 3:55 (testo: Luigi Albertelli – musica: Enrico Riccardi; edizioni musicali Ritmi e canzoni/PDU)

Lato B
1. La mente torna – 4:26 (testo: Mogol – musica: Lucio Battisti; edizioni musicali Acqua Azzurra/PDU)

Tecnico del suono: Nuccio Rinaldis